# Leto
Leto er en titanide. Hendes navn kommer af ordet ”gleto,” der betyder ”den strålende.”
Ifølge den græske mytologi er Zeus gift med gudinden Hera, mens Leto er en af hans utallige elskerinder. Leto var datter af titanerne Koios og Foibe.
Da Leto skulle føde Zeus' børn, bekæmpede Hera hende og tog alle lande og øer i ed på, at de ikke ville huse Leto, når hun skulle føde. Hera glemte dog at tage den lille ø Delos – der svømmede frit om på havet – i ed. Så Leto fødte tvillingerne Apollon og Artemis på Delos. Zeus fastgjorde nu af taknemlighed Delos til havbunden, så den herefter blev liggende på det samme sted i Det Græske Øhav.

## Stamtræ
- Wikimedia Commons har flere filer relateret til Leto